# Antichrist (musikalbum)
Antichrist är det andra studioalbumet av norska black metal bandet Gorgoroth. Albumet släpptes 1996, och har återutgivits fyra gånger efter det, en gång 1999 under bolaget Century Black och igen som en nyinspelnings version på Season of Mist 2005. 12" vinyl släppt av Agonia Records 2005, begränsad till 1000 kopior och återutgiven 2006 av Back on Black Records, samt att det medföljde ett signerat gitarrplektrum av Infernus till varje kopia.

## Låtlista
Malicious Records-utgåvan (1996)
1. "En stram lukt av kristent blod" (instrumental) – 0:20
2. "Bergtrollets hevn" – 3:51
3. "Gorgoroth" – 6:04
4. "Possessed (by Satan)" – 4:50
5. "Heavens Fall" (instrumental) – 3:40
6. "Sorg" – 6:13

Season of Mists återutgivning (2005)
1. "En stram lukt av kristent blod" (instrumental) – 0:20
2. "Bergtrollets hevn" – 3:51
3. "Gorgoroth" – 6:04
4. "Wind" (instrumental) – 0:13
5. "Possessed (By Satan)" – 4:50
6. "Heavens Fall" (instrumental) – 3:40
7. "Sorg" – 6:13

All musik är skriven av Infernus. Text av Hat (spår 2, 3, 6) och Infernus (spår 4).

## Medverkande
Musiker (Gorgoroth-medlemmar)
- Frost (Kjetil Haraldstad) – trummor
- Hat (Jan Åge Solstad) – sång (spår 2, 3, 6)
- Infernus (Roger Tiegs) – gitarr, basgitarr
- Pest (Thomas Kronenes) – sång (spår 1, 4, 5)

Bidragande musiker
- D.A. – sång (spår 1)

Produktion
- Pytten (Eirik Hundvin) – producent, ljudtekniker, ljudmix
- Infernus – producent, ljudmix, redigering
- D.A. – ljudtekniker
- B.V. – redigering